# Estação Santa Coloma

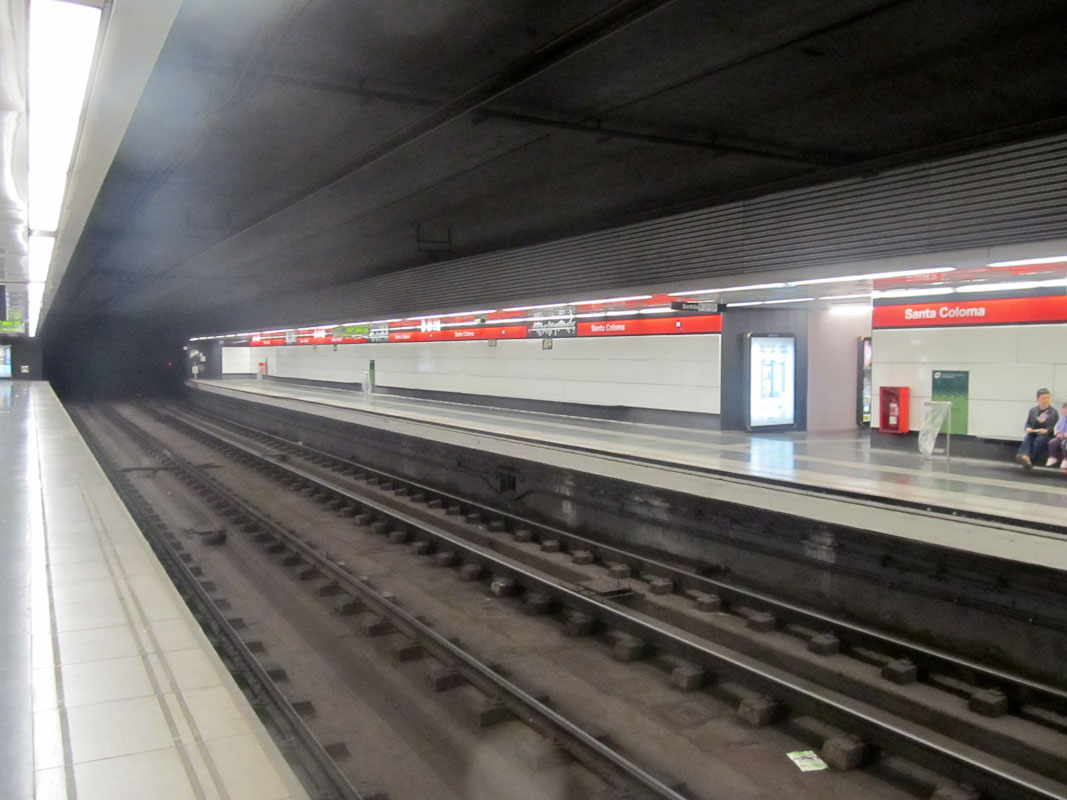
Estação Santa Coloma em 2012.

Santa Coloma é uma estação da Linha 1 do Metro de Barcelona.

## Localização
A estação está localizada sob o Paseo Llorenç Serra de Santa Coloma de Gramanet e foi inaugurada em 1983. Em 2010 foi efetuada uma remodelação da estação, adaptando-a a pessoas com mobilidade reduzida e modernizando o átrio e hall da plataforma.

## Acessos
- Plaça de la Vila
- Llorenç Serra
- Avinguda Santa Coloma